# König der Raben
König der Raben ist eine Tragikomödie von Piotr J. Lewandowski, die im Oktober 2020 im Rahmen der Hofer Filmtage ihre Premiere feierte und am 19. August 2021 in die deutschen Kinos kam.

## Handlung
Der junge Mazedonier Darko lebt illegal in Deutschland und versucht sich und seine kranke Mutter im Großstadtdschungel über Wasser zu halten. Der Überlebenskünstler schlägt sich mit allen erlaubten und unerlaubten Mitteln durch. Als er eine Amour fou mit einer geheimnisvollen Deutschen namens Alina beginnt, droht er vollends den Kopf zu verlieren, denn sie lässt lange offen, ob sie seine Gefühle teilt.

## Produktion
Regie führte Piotr J. Lewandowski, der gemeinsam mit Denise Langenhan, Carsten Strauch und Finn-Ole Heinrich auch das Drehbuch schrieb.
Der Nachwuchsfilm- und Theaterschauspieler Malik Blumenthal übernahm die Rolle von Darko, Antje Traue übernahm die weibliche Hauptrolle und spielt Alina.
Die Dreharbeiten begannen am 26. Juni 2019 und fanden überwiegend in den Ray Barracks, der ehemaligen US-Kaserne Friedberg statt. Weitere Drehorte waren Frankfurt, Offenbach, Mannheim und Heidelberg. Das Drehende war Ende Juli 2019.
Erste Vorstellungen erfolgten im Rahmen der von 20. bis 25. Oktober 2020 stattfindenden Hofer Filmtage. Der Kinostart in Deutschland erfolgte am 19. August 2021.

## Rezeption

### Altersfreigabe
In Deutschland wurde der Film von der FSK ab 12 Jahren freigegeben, kann aber auch von Kindern ab 6 Jahren in Begleitung eines Elternteils oder eines Personensorgeberechtigten gesehen werden. In der Freigabebegründung heißt es, der Film enthalte Bedrohungssituationen und Szenen mit körperlicher Gewalt. Zudem komme es zu einem vulgären sowie sexualisierten Sprachgebrauch und vereinzelten Sexszenen.

### Kritiken

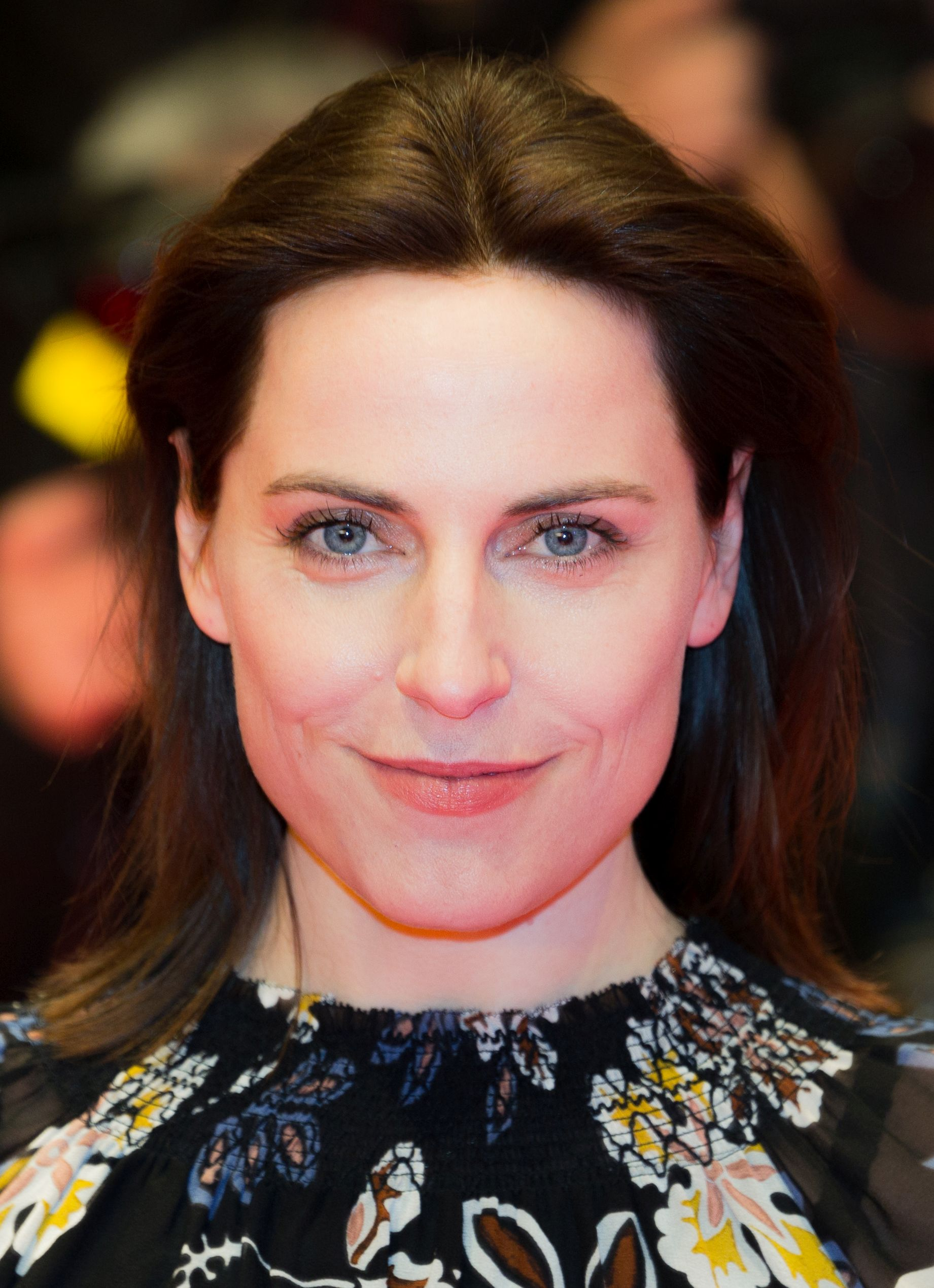
Antje Traue spielt Alina

Peter Gutting schreibt in seiner Funktion als Filmkorrespondent der Gilde deutscher Filmkunsttheater, neben der genauen Milieuzeichnung sei es das Muster der „Amour fou“, das dem Film sein doppeltes Gesicht als Sozialstudie und Liebesdrama verleiht. So melde sich Alina immer nur dann bei Darko, wenn sie gerade Lust auf den jüngeren Liebhaber hat. Dass dieser nicht nur das Abenteuer sucht, sondern Gefühle entwickelt, scheint sie nicht zu bedenken. Halb realistisch, halb poetisch verklärt entwickele Regisseur Piotr J. Lewandowski mit seinen Darstellern eine Intensität, die bereits sein Spielfilmdebüt Jonathan auszeichnete, so Gutting: „Emotionen treiben die Geschichte voran, Wut und Leidenschaft laden die meist nächtlichen Aufnahmen mit einer Lebensenergie auf, die symbolisch in Darkos Vorliebe für Vögel gespiegelt wird. [...] Zärtlich verklärte Ruhepausen verschaffen dem Zuschauer Einblicke in das Seelenleben zweier Gestrandeter, die ihr Leben gefährden, indem sie es zu retten versuchen.“ Während Lewandowski in Jonathan mindestens vier Motive miteinander verschränkte, habe er in König der Raben noch mehr hineingepackt, so etwa eine homoerotische Anziehung, die Solidarität unter den Illegalen, das Krankheitsbild der Mutter und die schwierige Lage von Alina, die nach einer Fehlgeburt suizidgefährdet ist. Dies stelle hohe Anforderungen an die Aufmerksamkeit der Zuschauer.
Von der Deutschen Film- und Medienbewertung wurde König der Raben mit dem Prädikat Besonders wertvoll versehen.